# Сан Пиетро Апостоло
Сан Пиѐтро Апо̀столо (на италиански: San Pietro Apostolo) е село и община в Южна Италия, провинция Катандзаро, регион Калабрия. Разположено е на 750 m надморска височина. Населението на общината е 1748 души (към 2012 г.).